# 천안부성중학교
천안부성중학교(天安富城中學校)는 대한민국 충청남도 천안시 서북구 부대동에 위치한 공립 중학교이다.

## 학교 연혁
- 1993년 2월 11일 : 천안부성중학교 설립인가(30학급 남·여 공학)
- 1995년 3월 6일 : 제1회 입학 8학급 382명 입학(남 191명, 여 191명)
- 1995년 4월 25일 : 개교
- 2023년 3월 1일 : 제15대 오경욱 교장 부임
- 2025년 1월 8일 : 제28회 졸업식 (166명, 졸업생 총 수 : 7433명)
- 2025년 3월 4일 : 제31회 입학식(184명)

## 참고 자료
- 천안부성중학교 - 한국교육학술정보원 학교알리미